# Люян
Люя́н (кит. упр. 浏阳, пиньинь Liúyáng, буквально: «с «янской» стороны от реки Люшуй») — городской уезд городского округа Чанша провинции Хунань (КНР).

## История
Во времена Восточной Хань в 209 году Сунь Цюань выделил из уезда Линьсян (临湘县) новый уезд, получивший название Люян (刘阳县). В эпоху Южных и Северных династий во времена южной империи Сун первый иероглиф названия уезда был изменён, и название уезда стало писаться как 浏阳县. Во времена монгольской империи Юань уезд был в 1295 году поднят в статусе, и стал Люянской областью (浏阳州), но после свержения власти монголов и образования империи Мин область в 1369 году вновь стала уездом.
После образования КНР в 1949 году был создан Специальный район Чанша (长沙专区), и уезд вошёл в его состав. В 1952 году в связи с тем, что власти специального района размещались в Сянтане, а Чанша в состав специального района не входил (являясь городом провинциального подчинения) Специальный район Чанша был переименован в Специальный район Сянтань (湘潭专区). В 1970 году Специальный район Сянтань был переименован в Округ Сянтань (湘潭地区). В 1983 году округ Сянтань был расформирован, и уезд был передан под юрисдикцию властей Чанша.
В 1993 году уезд Люян был преобразован в городской уезд.

## Административное деление
Городской уезд делится на 4 уличных комитета, 25 посёлков и 3 волости.

## Экономика

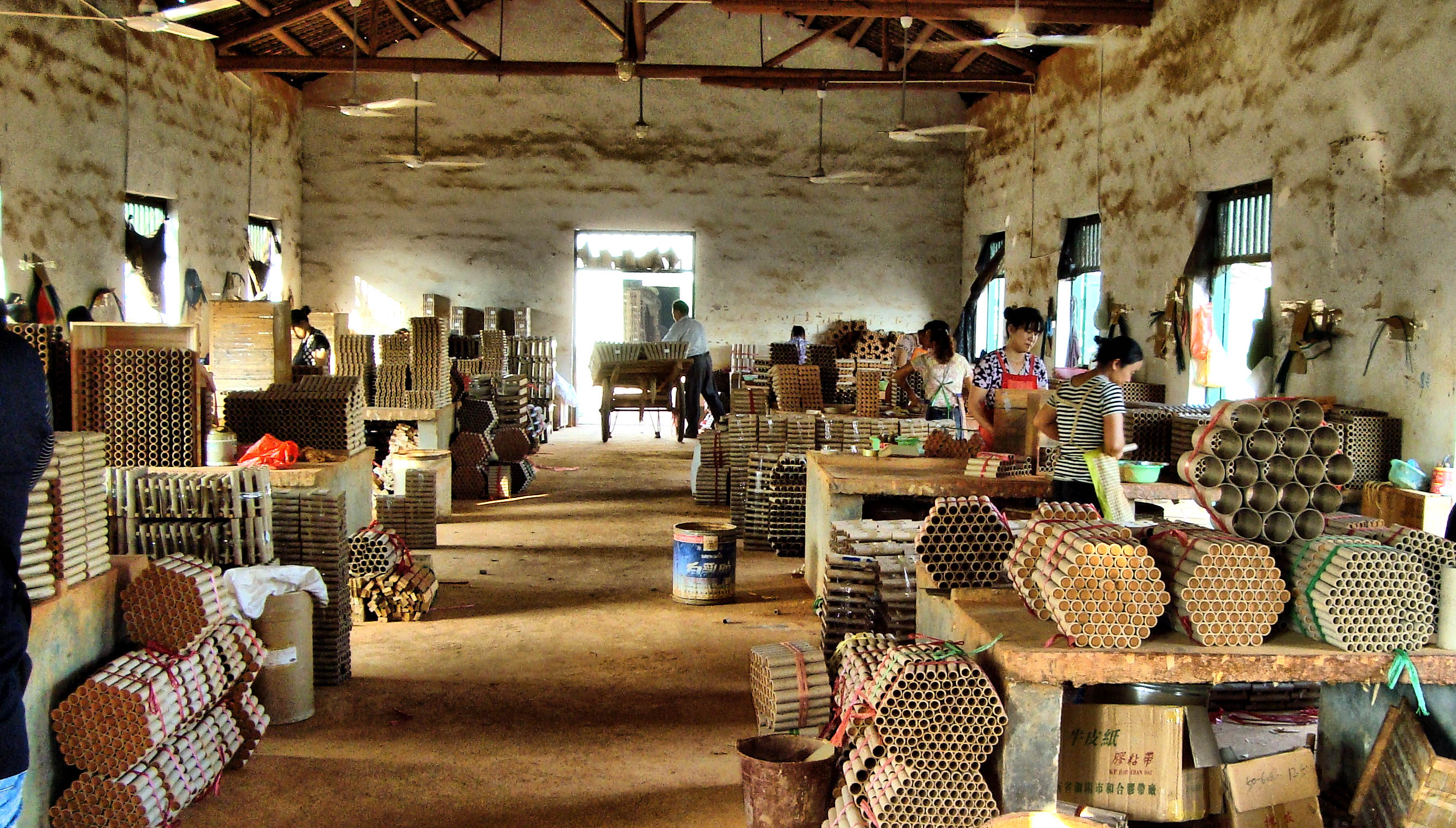
Цех по производству фейерверков

Люян является крупнейшим в Китае центром производства фейерверков. С февраля 2023 года здесь проводятся еженедельные пиротехнические шоу, которые привлекают миллионы туристов. По состоянию на 2024 год в Люяне работало 431 пиротехническое предприятие, а общий объем производства фейерверков достиг 50,22 млрд юаней (6,96 млрд долл. США), что составило около 60 % внутреннего рынка и 70 % экспорта Китая.
В уезде расположены фабрики компании Lens Technology (комплектующие к смартфонам).

## Транспорт
Люян соединён с центром Чанша 49-километровой линией маглева. 